# 유스티니아노스 2세
유스티누스 2세 리노트미토스(그리스어:Ιουστινιανός Β' ο Ρινότμητος, 669년 - 711년 11월 4일)는 685년부터 695년까지 동로마 제국의 황제였다가 반란으로 퇴위되어 약 10년 동안 추방당했다.
그러나 705년 다시 권좌에 복귀해 711년에 다시 반란으로 쫓겨나 처형당할 때까지 동로마 제국의 황제였다. 그의 별명인 리노트미토스(Ρινότμητος)는 ‘코가 잘린’이라는 뜻으로 첫 번째 퇴위 당시 코가 잘렸기 때문에 붙여졌다.

## 생애

### 첫 번째 재위
유스티니아노스는 콘스탄티노스 4세와 아나스티아 황후의 아들로 아버지가 17살 때 낳은 아들이다. 685년 부황이 죽자 16살의 나이에 제위를 계승한 그는 초기에는 비교적 유능한 군주처럼 보였다. 688년 그는 아버지 콘스탄티노스 4세와 무아위야 1세 사이의 평화조약을 갱신하고 무슬림이 바치는 연공을 더 많이 늘려 받기로 하고 키프로스, 아르메니아, 조지아 등지의 세금도 공동으로 받기로 합의했다. 키프로스는 이후 약 300년 동안 독립적으로 자치를 누릴 수 있게 되었다.
688년에서 689년, 유스티니아노스는 트라키아와 마케도니아 지방으로 원정하여 수많은 슬라브족을 에게해 일대로 이주시키고 소아시아에도 이주민을 늘렸으나 과도한 세금의 징발로 원성이 높았다.
691년 이슬람과의 전쟁이 재개되자 소아시아에 이주했던 많은 슬라브족이 이슬람 편으로 돌아섰고 그 결과 비잔티움군은 세바스토폴리스에서 격파당하고 아르메니아를 빼앗겼다. 일설에서는 이때 유스티니아노스는 수천 명의 슬라브족을 학살하여 자신의 광기를 드러내었다고 한다.
691년~692년 황제는 퀴니섹스툼 공의회(트룰로 공의회)를 열어 102가지 항목의 교회법 조항을 만들었다. 이는 제국의 성직자와 속인 모두에게 적용되는 통일된 행위 기준을 세워서 통치를 강화하려는 시도였다. 이 조항들이 제국의 교회 전체에 효력을 미치려면 교황 승인이 필요했기에, 황제는 이를 로마 교회에 보냈다. 그러나 85가지 교회법 조항 중 상당 부분이 로마 교회의 관행과 달랐기에 교황 세르지오 1세는 이에 대한 승인을 단호하게 거부했다. 이에 황제는 라벤나 총독에게 교황을 체포해 콘스탄티노폴리스로 압송하라는 명령을 내렸다. 그러나, 로마 시민들은 체포를 거부하여 교황은 무사할 수 있었다.

### 추방
유스티니아노스는 잔혹한 성격과 중과세로 백성들의 원성을 샀다. 또한 재정 담당 관리들은 무자비한 착취를 일삼았고 결국 695년 반란이 일어나 청색당의 열열한 지지를 받은 전직 군인이 레온티오스가 새로운 황제로 선포되었다. 레온티오스는 콘스탄티노스 4세와 친분으로 유스티니아노스의 목숨은 살려주었다.
유스티니아노스는 코와 혀를 잘리고 크림반도의 케르손으로 영구 유배되었다(리노트미토스라는 별명은 이때 얻었다). 학정을 일삼았던 유스티니아노스의 부하들은 산 채로 화형을 당했다. 이때 유스티니아노스는 26살이었다.

### 두 번째 재위
케르손에 유배된 유스티니아노스는 그곳에서 권토중래를 모색하며 조금씩 세력을 키웠다. 698년 레온티오스가 퇴위되고 티베리오스 3세가 황제가 되었다. 유스티니아노스는 티베리오스 3세가 자신을 죽이려는 것을 알고, 몰래 케르손을 빠져나와 하자르족의 칸(汗)에게로 도망쳤다.
유스티니아노스는 하자르족 칸의 누이와 결혼했으나 하자르 칸은 티베리오스 3세에게 매수되어 유스티니아노스를 살해하려 했다. 아내의 하녀에게서 미리 경고를 받은 유스티니아노스는 병사들을 죽이고 탈출하여 흑해를 건너 불가리아 왕국으로 도망갔다. 그는 그곳에서 불가르족과 연합하여 군대를 끌고 진격해 콘스탄티노폴리스를 점령한 후 두 번째로 황제 자리에 올랐다.

### 공포 정치와 대외 관계
다시 제위로 돌아온 유스티니아노스는 레온티오스와 티베리오스 3세를 비롯한 반역자들을 모두 체포해 끔찍하게 고문한 뒤 처형했다. 또한 자신이 제위를 되찾는 데 도움을 준 불가르족의 칸을 부제(Caesar)의 자리에 앉힘으로써 제국의 신민들을 경악시켰다.
이때부터 공포 정치가 시작되었다. 유스티니아노스는 아무렇지도 않게 수많은 사람을 고문해 죽이고 처형했으며, 수많은 유능한 장군을 처형함으로써 국방을 약화시켰다. 또한 709년 황제는 뜬금없이 라벤나를 공격했는데, 그 이유는 아직도 알려지지 않았다. 라벤나에서는 대규모 시민 봉기가 일어났고, 이를 기점으로 안 그래도 인기가 없던 황제는 완전히 신임을 잃었다.
국내의 공포 정치와 대조적으로 그는 대외적으로 북방의 이민족들과 화평을 맺었고, 이슬람과도 우의를 다졌다. 또한 첫 번째 재임기와 달리 서방 교회와도 화해 정책을 펴서 퀴니섹스툼 공의회 문제를 매듭 지으려 했다. 그는 대주교 두 명을 교황 요한 7세에게 보내 퀴니섹스툼 조항 중에서 로마 관행과 어긋나는 조항을 제외하고 수용할 수 있는 조항을 확인해 달라고 요청했고, 교황은 이를 받아들였다. 711년 초봄 교황 콘스탄티노는 아예 콘스탄티노폴리스를 직접 방문하였고, 황제는 종교 회의를 개최해서 타협을 통해 퀴니섹트 강령 문제를 해결했다.

### 코 없는 황제의 최후
711년 초 황제는 또다시 갑자기 크림반도의 케르손에 대한 공격 명령을 내렸다. 케르손을 함락시키고 그 지도자를 처형하고 돌아오는 길에 황제의 함대가 흑해에서 난파해 약 7만 명의 병사가 죽었다. 그러나 황제는 그 소식을 듣고 오히려 큰 소리로 웃었다고 전한다.
케르손은 하자르족과 연합했고 더 이상 유스티니아노스를 황제로 인정하지 않았다. 아르메니아 출신의 장군 바르다니스는 이름을 필리피코스라는 로마식 이름으로 바꾸고 스스로 황제로 선포했다.
유스티니아노스의 분노는 찌를 듯했으나 수도를 떠나는 실수를 저질렀다. 그 사이에 필리피코스가 콘스탄티노폴리스를 차지했고, 유스티니아노스는 11월 4일 붙잡혀 처형당했다. 필리피코스는 유스티니아노스의 후손을 모두 죽였다. 유스티니아노스의 여섯 살 난 티베리오스도 블라케르나이 성당에서 처형당했다. 이로써 이라클리오스 왕조의 혈통은 완전히 끊어졌다.

## 같이 보기
- 동로마 황제
- 증거자 테오파니스